# 暮野ソフィア
暮野 ソフィア（くらすの そふぃあ、1987年1月12日 - ）は、日本のAV女優。身長：162cm 、スリーサイズ：B88・W58・H88 、Fカップ。東京都出身。ミューズコミュニケーション所属。

## 略歴
2010年12月に「New Comer 超美形 現役サーカス団員」でマックス・エーよりAVデビュー、イケメン男優吉村卓と絡んだ。
2011年3月22日、イギリスの実家に当面帰ることにしたとブログで明かした。実家は菓子屋をしているという。
鼠先輩の監督映画、『愛幻蝶（アゲハチョウ） 嬢王への道』では、織田真子、美杉あすかとともに主演を演じた。

## 人物
趣味は、チェロ、料理。特技は、綱渡り、空中ブランコ、ロシア語。
父はイギリス国籍、母はリトアニア人のロシア系クォーター。

## 作品

### ビデオ
- secret place（スパイスビジュアル、2010年11月26日）
- 愛幻蝶（アゲハチョウ） 嬢王への道（アルバトロス、2011年2月2日） - 監督：鼠先輩、共演：鼠先輩、織田真子、美杉あすか、石井亮

### アダルトビデオ
- New Comer 超美形 現役サーカス団員（2010年12月10日、マックス・エー）
- 魅惑のサーカスガール 暮野ソフィアと性交（2011年1月14日、マックス・エー）
- 麗しのサーカスガール（2011年2月11日、マックス・エー）
- 疑似と見せかけて本物のザーメンごっくん（2011年3月11日、マックス・エー）
- 本汁ザーメン大量ぶっかけ解禁。（2011年4月8日、マックス・エー）
- アナル丸見え艶尻FUCK（2011年5月13日、マックス・エー）